# 広島県道295号助藤津田線
広島県道295号助藤津田線（ひろしまけんどう295ごう すけとうつたせん）は、広島県廿日市市を通る一般県道である。

## 概要
廿日市市虫所山から廿日市市津田に至る。

### 路線データ
- 起点：廿日市市虫所山（広島県道293号本多田佐伯線交点）
- 終点：廿日市市津田（広島県道30号廿日市佐伯線交点）
- 総延長：約5.5 km
- 異常気象時通行規制区間：廿日市市虫所山（起点） - 廿日市市虫所山（広島県道471号所山潮原線交点）延長2.4 km

## 路線状況
起点の廿日市市虫所山から広島県道471号所山潮原線交点までの区間は急勾配、幅員狭小のため大型車通行困難である。それ以降終点 （広島県道30号廿日市佐伯線）までは片側1車線の道が続く。いくつか県道標識が立っているが、補助標識はすべて白地に「一般県道助藤 - 津田線」とだけある独特なものである。

## 地理

### 通過する自治体
- 廿日市市

### 交差する道路
| 交差する道路              | 交差する場所 | 交差する場所 |
| ------------------------- | ------------ | ------------ |
| 広島県道293号本多田佐伯線 | 虫所山       | 起点         |
| 広島県道471号所山潮原線   | 虫所山       |              |
| 広島県道30号廿日市佐伯線  | 津田         | 終点         |

### 沿線
- 万古渓（ばんこけい）